# Estación de Caldelas
Caldelas es un apeadero ferroviario situado en el municipio español de Tuy en la provincia de Pontevedra, comunidad autónoma de Galicia. Cuenta con servicios de Media Distancia.

## Situación ferroviaria
La estación se encuentra en el punto kilométrico 135,653 de la línea férrea de ancho ibérico que une Monforte de Lemos con Redondela a 17 metros de altitud, entre las estaciones de Salvatierra y Guillarey. El tramo es de vía única y está electrificado.

## Historia
La estación fue inaugurada el 13 de junio de 1878 con la aperta del tramo Caldelas de Tuy-Guillarey de la línea que pretendía unir Vigo con Monforte de Lemos. Su explotación inicial quedó a cargo de la Compañía del Ferrocarril de Medina a Zamora y de Orense a Vigo. Dicha gestión se mantuvo hasta 1928 cuando fue absorbida por la Compañía Nacional de los Ferrocarriles del Oeste de España, compañía pública creada para gestionar varios trazados, en general deficitarios, del oeste del país. En 1941, Oeste fue unas las empresas que se integró en la recién creada RENFE.
Desde el 31 de diciembre de 2004 Renfe Operadora explota la línea mientras que Adif es la titular de las instalaciones ferroviarias.

## La estación
Si bien conserva su edificio para viajeros original formado por un cuerpo central de dos plantas y dos anexos de planta baja, este permanece totalmente cerrado a los viajeros. A cambio se ha habilitado una pequeña marquesina que se sitúa en el andén lateral de la estación. A él accede la vía principal. 

## Servicios ferroviarios

### Media Distancia
Los trenes de Media Distancia de Renfe con parada en la estación permiten viajar de forma directa a ciudades como Orense, Vigo o Ponferrada. 
| Línea MD | Servicio        | Origen/Destino | Paradas intermedias | Destino/Origen |
| -------- | --------------- | -------------- | --- | -------------- |
| 6        | Regional Exprés | Vigo-Guixar    | Redondela · Porriño · Guillarey · Caldelas · Salvatierra · Las Nieves · Sela · Arbo · Pousa-Creciente · Frieira · Filgueira · Ribadavia · Orense · Barra de Miño · Peares · San Pedro del Sil · San Esteban del Sil · Areas · Canabal · Monforte de Lemos · Puebla de Brollón · San Clodio-Quiroga · Montefurado · La Rúa-Petín · Villamartín de Valdeorras · El Barco de Valdeorras · Sobradelo · Quereño · Covas · Toral de los Vados · Villadepalos | Ponferrada     |
| 6        | Regional Exprés | Orense         | Ribadavia · Filgueira · Frieira · Pousa-Creciente · Arbo · Sela · Las Nieves · Salvatierra · Caldelas · Guillarey · Porriño · Redondela | Vigo-Guixar    |